# Lucho Rodríguez Valera
Luis Rodríguez Valera (Los Venados, Magdalena Grande, 17 de abril de 1935 - 30 de junio de 1987) más conocido como Lucho Rodríguez, fue un abogado y político, militante del  Partido Conservador de Colombia, fue congresista y gobernador del departamento del Cesar. Rodríguez es recordado por su participación en la historia del departamento del Cesar desde varios cargos públicos y por haber hecho parte del grupo que fue artífice de la creación del departamento del Cesar.

## Carrera
Rodríguez fue gobernador del departamento del Cesar entre el 23 de agosto de 1983 y el 25 de agosto de 1986 durante la presidencia de Belisario Betancur. Rodríguez durante su carrera pública fue el impulsor de la vía Caracolicito - Los Venados y varias obras de electrificación rural y manejo de recursos hídricos.
En honor al fallecido exgobernador, el auditorio principal del edificio de la Gobernación del Cesar lleva su nombre. El colegio de Los Venados tiene su nombre.